# Winterkirche

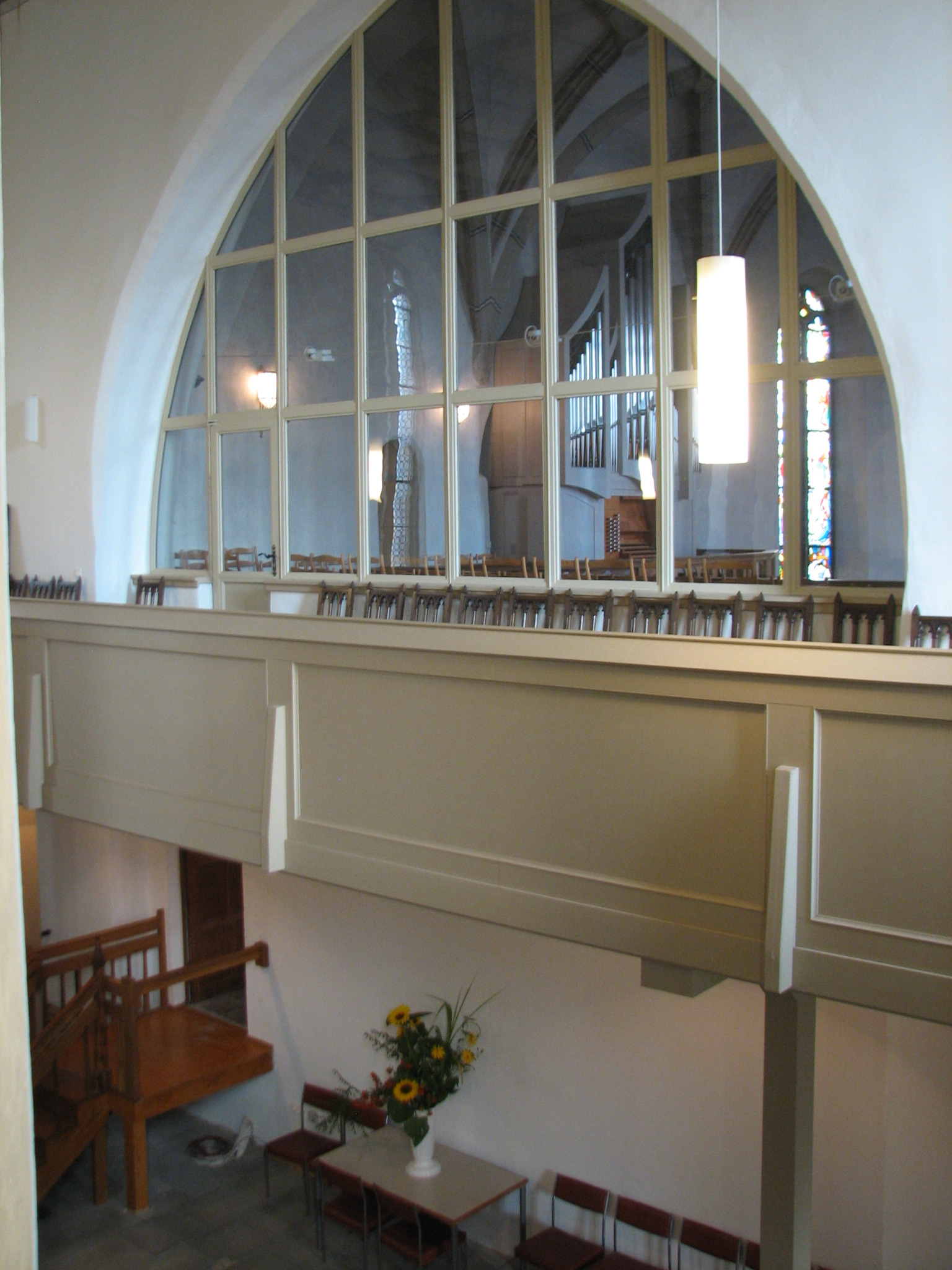
Wurzen, St.-Wenceslai-Kirche, Blick aus dem Kirchenschiff durch die verglaste Trennwand in den ehemaligen Altarraum, der heute als Winterkirche genutzt wird

Als Winterkirche bezeichnet man Bereiche in Kirchengebäuden, die von der Hauptkirche abgetrennt wurden, um bei geringem Platzbedarf im Winter einen heizbaren Raum zu schaffen, in dem die Gemeinde sich zum Gottesdienst versammeln kann.

## Verbreitung und Beschreibung
Winterkirchen gibt es vor allem in evangelischen Sakralbauten. Besonders verbreitet in der DDR wurde dieser Weg gewählt, wenn bei geschrumpfter Gemeindemitgliederzahl das Kirchengebäude zu groß geworden war.
Dazu wurden bei Kirchen, die vor der Reformation katholisch waren, Seitenkapellen (z. B. Stadtkirche Sternberg) oder der Chorraum (z. B. die Marienkirche im thüringischen Artern), sonst aber der Raum unter der Empore (z. B. in der Dorfkirche Lüskow, Vorpommern) oder im Sockel des Turmes (z. B. in der evangelischen Klosterkirche in Reinhausen bei Göttingen) abgetrennt, sei es mit Glas, sei es als vollständig eigener Raum.
Sehr vereinzelt gibt es Winterkirchen auch im katholischen (Pfarrkirche St. Christophorus in Westerland von 1957 bis 1997) und orthodoxen (z. B. im russischen Kischi) Bereich.
Eine Winterkirche kann aber auch ein gesondertes kleineres beheizbares Kirchengebäude neben der eigentlichen Kirche sein, die dann im Gegensatz dazu Sommerkirche genannt wird. Beispiele sind aus Russland oder aus deutschen Städten und Gemeinden bekannt wie die Trinitatiskirche mit der St.-Wolfgangs-Kirche im erzgebirgischen Schneeberg.

## Wintersynagoge
In der Portugiesischen Synagoge Amsterdams wurde, da die Synagoge nicht beheizt werden kann, nach dem Zweiten Weltkrieg eine dort auch so genannte Wintersynagoge in einem ehemaligen Klassenzimmer eingerichtet.